# العهد المظلم
العهد المظلم أو الحكم المظلم (بالإنجليزية: The Dark Reign) هو سلسلة كتب يحكي عن عائلة تسخر الطاقة بجميع أشكالها حكمت جزيرة لمدة تزيد عن خمسة آلاف سنة تضم ستة مناطق وعلى رأسها ستة عائلات أقسمت بالولاء والطاعة للعائلة الحاكمة، حيث تبدأ الخيانة بين الإخوة ويبدأ الصراع للبقاء مما يجبر الأخ الأصغر على قتل أخويه الاثنين لكن تنقلب الأحداث ويصبح فاراداي الابن الأكبر الحاكم على الجزيرة ويتقاطع طريقه مع سايلس، ابن رايثون. تتركز الأحداث في عصر حكمت فيه العائلة التي تستهلك الطاقات الطبيعية والظلامية والخضراء، جزيرة وحكم يتم توارثه جيل بعد جيل، حتى بدأت الخيانة بين الأبناء وتوارثها الأحفاد، تبدأ القصة بعد مجزرة قرية الفلاحين التي أمر فاراداي المسخر الأعظم تابعيه باستهداف القرية وذلك لوجود ابن عمه ووريث الحكم سايلس ابن رايثون، لكن لحسن الحظ لم يتواجد سايلس في القرية ذلك الوقت ولكن لسوء الحظ زوجته جيسي وابنته دينيز كانتا في القرية، وبذلك تم تم قتلهم وارتكاب أبشع مذبحة في أهالي القرية، وتم حرقها ، يدور الزمن ويموت فاراداي ويسعى سايلس للإنتقام ويسعى للحصول على الطاقة الظلامية ومقتنيات المسخر الأعظم، وتبدأ الحروب بينه وبين العوائل الست والمجلس الأعلى، ويصادف سايلس في رحلته للبحث عن الطاقة الظلامية خادم والده فيليبس وابن عمه فريد الذي يصبحون فيما بعد جزء من حياته ويسعون إلى حمايته وإرشاده إلى الطريق الصحيح لكن بلا جدوى يستمر سايلس في حربه وقتله للأبرياء بحجة أنهم لم يقفوا ضد الظلم، وتتبع تلك الأحداث لحظات حزن شديدة بداخل سايلس على زوجته وابنته، يمر الزمن حتى يصادف طفلة صغيرة وتبدأ قصة أمله الجديدة في ترك السعي وراء الطاقة الظلامية.
تم نشر أول جزء وكتاب من السلسلة تحت اسم
The Dark Reign :Silas-The Chosen One